# Lumbricillus nervosus
Lumbricillus nervosus är en ringmaskart som först beskrevs av Eisen 1878.  Lumbricillus nervosus ingår i släktet Lumbricillus och familjen småringmaskar. Inga underarter finns listade i Catalogue of Life.